# پائولا ریمان
پائولا ریمان (آلمانی: Paula Riemann؛ زادهٔ ۳ اوت ۱۹۹۳) فیلم‌سازی و طراحی رقص اهل آلمان است.

## زندگی‌نامه
هر دو والدین ریمان، کاتیا ریمان و پیتر ساتمن، بازیگر هستند. ریمان در سال ۲۰۱۰ به لندن مهاجرت کرد و در آکادمی اوردانگ در زمینهٔ رقص آموزش دید. او از دانشگاه کوئین مری لندن با مدرک مدیریت بازرگانی فارغ‌التحصیل شد و سپس در مدرسه فیلم دانشگاه متروپولیتن لندن در رشتهٔ فیلم‌سازی تحصیل کرد. او فیلم‌ها، ویدیوهای موسیقی و تبلیغات را می‌نویسد، کارگردانی و تهیه می‌کند.
ریمان همچنین به‌عنوان بازیگر نیز شناخته می‌شود. او در کمدی بیا داخل (۲۰۱۴) ساختهٔ مارکو کرویتزپاینتنر نقش مایا را ایفا کرد و برای نقش ملانی در سه‌گانهٔ فیلم‌های کودکان آلمانی جوجه‌های وحشی (۲۰۰۶–۲۰۰۷) حضور داشت که برای این نقش جایزهٔ آوندینه را به‌عنوان بهترین کمدین جوان دریافت کرد.

## فیلم‌شناسی

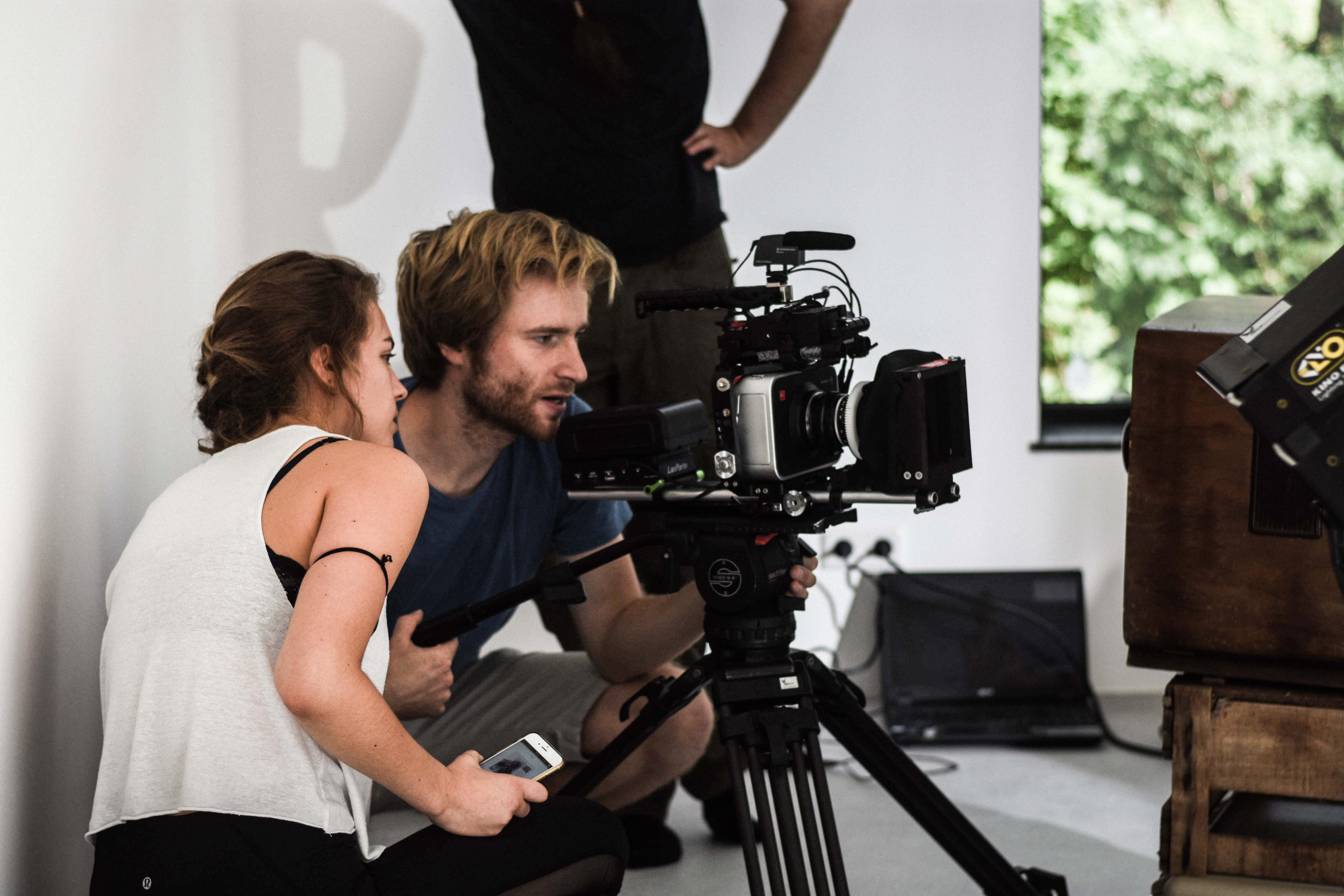
پائولا در صحنه فیلمبرداری «عروسک روی یک ریسمان» به همراه فیلم‌بردار مارکوس لوترباخ

اولین فیلم کوتاه او الا (۲۰۱۵) موفق به دریافت تقدیرنامه ویژه از هیئت‌داوران جشنوارهٔ بین‌المللی فیلم منهتن شد. دومین فیلم کوتاه او، دودویی (۲۰۱۶) نخستین نمایش جهانی خود را در جشنواره مستقل فیلم لندن داشت و پس از آن در چرخهٔ بین‌المللی جشنواره‌ها این نمایش ادامه یافت.
پس از آن، ریمان نخستین موزیک ویدیوی خود را برای ترانهٔ «عروسک روی یک ریسمان» از یاسمین طباطبایی ساخت. این ویدیو داستان یک مثلث عشقی را از طریق رقص روایت می‌کرد که طراحی رقص آن نیز توسط ریمان انجام شد.
جدیدترین پروژهٔ ریمان، فیلم کوتاه نوع عشق ما (۲۰۱۸) است که به موضوع ازدواج اجباری می‌پردازد.